# Marcha de Tres Árboles
La Marcha de Tres Árboles, es un himno del Partido Nacional de Uruguay. Su nombre evoca la Batalla de Tres Árboles, librada el 17 de marzo de 1897, durante la Revolución de 1897.
La marcha es parte del repertorio del Ejército Argentino desde principios del siglo XX. No lo es del Ejército de Uruguay ya que, con el texto que le escribió Julio Casas Araujo (1895-1974), pasó a ser un emblema del Partido Nacional.
| Marcha Tres Árboles, Gran Marcha Militar Opus 35 CORO Las muchedumbres iluminadas por las antorchas de su fe y el sacro fuego de su ideal alzan al cielo, con arrogancia la voz gloriosa del Partido Nacional. I Son nuestras banderas metas del honor, en la escuela y en los campos, y el taller, se forjaron las legiones del deber, y orgullosas van, soberbias en su afán, augurando la victoria del Partido Nacional. II Nuestro canto es canción de libertad bajo el dril de las blusas del taller, y embandera las glorias del solaz en los surcos dorados por la mies. III Nuestro canto es canción de libertad que engrandece el clarín de la altivez, justiciera promesa de igualdad ante el fuego sagrado de la Ley. IV Blanco pendón, emblema de la paz, bandera altiva de fraternidad, rumbo al honor, de la multitud, brújula ardiente de la juventud. V Juventud radiante del Partido Nacional, Todo por la Patria, pensamiento y sangre de ideal. Firmes en la lucha: ¡Vivir es combatir!, con la fiereza de vencer y en el anhelo de imponer nuestra divisa al porvenir. AUTORES: Letra: Julio Casas Araújo Música: Gerardo Metallo |